# Il grande freddo
Il grande freddo (The Big Chill) è una commedia drammatica del 1983 diretta da Lawrence Kasdan.
La pellicola è uno spaccato della generazione che ha fatto il Sessantotto e vissuto la contestazione giovanile, ed è considerata uno dei più importanti cult del cinema degli anni '80.

## Trama
Alex Marshall si suicida senza motivo apparente e senza lasciare un messaggio. Dopo il funerale i suoi ex compagni di college si riuniscono nella villa di una coppia di questi ultimi, ora marito e moglie, Harold e Sara. Dopo avere condiviso i sogni e le aspirazioni negli anni sessanta, gli amici si sono persi di vista per circa quindici anni e si ritrovano all'inizio degli anni ottanta, cambiati.
L'incontro è l'occasione per ricordare i sogni della giovinezza, discuterli e confrontarli con il presente, ristabilire rapporti e crearne di nuovi: Karen, delusa dal proprio matrimonio con Richard, fa l'amore con Sam, attore fresco di divorzio. Michael, logorroico giornalista scandalistico, tenta senza successo d'offrirsi a tutte le donne disponibili. La giovane Chloe, ragazza di Alex, inizia una relazione con Nick, psicologo introverso, segnato dall'esperienza in Vietnam e dalla droga, impotente, ed insieme decidono di andare a vivere insieme. L'avvocatessa rampante Meg, che desidera un figlio ma non ha un compagno, per cercare di averne uno, prima chiede a Sam di fare sesso per concepire, ma dopo le perplessità di Sam fa l'amore con Harold con la complicità di Sarah, che si sente ancora in colpa per avere tradito il marito cinque anni prima con Alex.

## Cast
- Il suicida, del quale si intravedono solo i polsi tagliati durante la scena iniziale della vestizione del cadavere, è stato interpretato da Kevin Costner, la cui parte (doveva interpretare dei flashbacks) venne tagliata in sede di montaggio.
- Il film costituì un trampolino di lancio per le carriere di alcuni degli interpreti: Tom Berenger, Glenn Close, Jeff Goldblum, William Hurt e Kevin Kline.

## Colonna sonora
La colonna sonora racchiude alcuni dei grandi successi statunitensi degli anni sessanta, in particolare dell'etichetta soul Motown, ed è stata scelta dal regista e dalla moglie.
Nella scena del funerale in chiesa, il brano eseguito all'organo da Karen (il personaggio interpretato da JoBeth Williams), che poi si evolve nell'originale è You Can't Always Get What You Want dei Rolling Stones; a differenza della versione strumentale, quella del gruppo inglese non è mai stata inclusa ufficialmente nelle varie edizioni della colonna sonora, pubblicate attraverso gli anni. Un altro brano sempre rimasto tralasciato da ogni versione è Quicksilver Girl della Steve Miller Band.

### Tracce
1. Marvin Gaye (1968): I Heard It Through the Grapevine (Norman Whitfield, Barrett Strong) – 5:03
2. The Temptations (1965): My Girl (Smokey Robinson, Ronald White) – 2:55
3. The Rascals (1966): Good Lovin'  (Rudy Clark, Arthur Resnick) – 2:28
4. Smokey Robinson and The Miracles (1965): The Tracks of My Tears (Robinson, Warren Moore, Marvin Tarplin) – 2:53
5. Three Dog Night (1971): Joy to the World (Hoyt Axton) – 3:24
6. The Temptations (1966): Ain't Too Proud to Beg (Whitfield, Edward Holland Jr.) – 2:31
7. Aretha Franklin (1968): (You Make Me Feel Like) A Natural Woman (Gerry Goffin, Carole King, Jerry Wexler) – 2:41
8. Smokey Robinson and The Miracles (1967): I Second That Emotion (Robinson, Al Clevland) – 2:46
9. Procol Harum (1967): A Whiter Shade of Pale (Keith Reid, Gary Brooker) – 4:03
10. The Exciters (1963): Tell Him (Bert Berns) – 2:29
11. Four Tops (1965): It's the Same Old Song (E. Holland, Lamont Dozier, Brian Holland) – 2:45
12. Martha Reeves and The Vandellas (1964): Dancing in the Street (Marvin Gaye, William "Mickey" Stevenson) – 2:38
13. Marvin Gaye (1971): What's Going On (Gaye, Clevland, Renaldo "Obie" Benson) – 3:52
14. The Marvelettes (1964): Too Many Fish in the Sea (Whitfield, E. Holland) – 2:26

### Tracce Deluxe Edition (1998)
Disco 1
1. Marvin Gaye - I Heard It Through the Grapevine (extended version)
2. The Temptations - My Girl
3. The Young Rascals - Good Lovin'
4. The Miracles - The Tracks of My Tears
5. Three Dog Night - Joy to the World
6. The Temptations - Ain't Too Proud to Beg
7. Aretha Franklin - (You Make Me Feel Like A) Natural Woman
8. Smokey Robinson and The Miracles - I Second That Emotion
9. Procol Harum - A Whiter Shade of Pale
10. The Exciters - Tell Him
11. Creedence Clearwater Revival - Bad Moon Rising
12. Percy Sledge - When a Man Loves a Woman
13. The Young Rascals - In the Midnight Hour
14. The Spencer Davis Group - Gimme Some Lovin'
15. The Band - The Weight
16. The Beach Boys - Wouldn't It Be Nice
17. Bert Kaempfert - Strangers in the Night
18. The Rolling Stones - You Can't Always Get What You Want (church version)
19. J.T. Lancer Theme

Disco 2
1. Four Tops - It's the Same Old Song
2. Martha & The Vandellas - Dancing in the Street
3. Marvin Gaye - What's Going On
4. The Marvelettes - Too Many Fish in the Sea
5. Marvin Gaye & Tammi Terrell - Ain't Nothing Like the Real Thing
6. Jimmy Ruffin - What Becomes of the Brokenhearted
7. Jr. Walker & The All Stars - Shotgun
8. Doobie Brothers - Take Me in Your Arms (Rock Me A Little While)
9. The Supremes - Ask Any Girl
10. Lesley Gore - You Don't Own Me
11. Spanky & Our Gang - Like to Get to Know You
12. The Mamas And The Papas - Monday, Monday
13. Moody Blues - Nights in White Satin (The Night)
14. Joe Cocker - Feeling Alright
15. Wayne Fontana & The Mindbenders - Game of Love
16. James Brown - I Got You (I Feel Good)
17. Blues Magoos - (We Ain't Got) Nothing Yet
18. The Zombies - Time of the Season
19. Howard Tate - Get It While You Can

## Riconoscimenti
- 1984 - Premio Oscar
  - Candidatura Miglior film a Michael Shamberg
  - Candidatura Miglior attrice non protagonista a Glenn Close
  - Candidatura Migliore sceneggiatura originale a Lawrence Kasdan e Barbara Benedek
- 1984 - Golden Globe
  - Candidatura Miglior film commedia o musicale
  - Candidatura Migliore sceneggiatura a Lawrence Kasdan e Barbara Benedek
- 1985 - Premio BAFTA
  - Migliore sceneggiatura originale a Lawrence Kasdan
- 1983 - Los Angeles Film Critics Association Award
  - Migliore sceneggiatura a Lawrence Kasdan e Barbara Benedek
  - Candidatura Miglior film
  - Candidatura Miglior attrice non protagonista a Glenn Close

## Riferimenti in altri film
- Alcuni temi e alcune idee del film sono presenti nel film di Gabriele Salvatores Marrakech Express. Ad esempio la riunione degli amici dopo molto tempo, la fidanzata dell'amico che non c'è (come Chloe, con la quale Michael tenta ogni approccio, proprio come fa Ponchia, interpretato da Diego Abatantuono, nel film di Salvatores), un "proto-accenno" alla famosa partita nel deserto (quando tutti giocano a football e fra loro c'è anche Chloe).
- Un altro autore italiano ad aver attinto al film di Kasdan è stato Carlo Verdone con il suo Compagni di scuola.[5]
- L'ispirazione a Il grande freddo è evidente nel film Passato prossimo di Maria Sole Tognazzi (2003). In quest'opera il riferimento all'opera di Kasdan viene apertamente dichiarato con una battuta in merito alla temperatura non troppo confortevole della villa, descritta da uno dei personaggi come "il grande freddo".